# Dioides pictipennis
Dioides pictipennis är en tvåvingeart som beskrevs av Kertesz 1915. Dioides pictipennis ingår i släktet Dioides och familjen lövflugor.
Artens utbredningsområde är Taiwan. Inga underarter finns listade i Catalogue of Life.